# انگلوم
اینگلوم (به هلندی: Engelum) یک منطقهٔ مسکونی در هلند است که در منامرادیل واقع شده‌است. اینگلوم ۳۸۶ نفر جمعیت دارد.